# El currículo oculto
El Currículo oculto (1970) es un libro del psiquiatra Benson R. Snyder, el entonces-Decano del Instituto de Relaciones  en el Instituto de Massachusetts de Tecnología. Snyder presenta  una tesis segú la cual gran parte del conflicto de campus y  la ansiedad personal del estudinate se debe a normas académicas y sociales no establecidas. Estas  normas ocultas afectan la capacidad de desarrollarse independientemente o pensar creativamente, y formar lo que Snyder llama el currículo oculto. Él Ilustra su tesis con estudios psicológicos y otras investigaciones llevadas a cabo en el MIT y Wellesley College.

## Resumen
La frase "el currículo oculto" fue acuñada por Philip Jackson en su libro de 1968 titulado "Vida en las Aulas", en una sección sobre la necesidad de que los  estudiantes dominen las expectativas institucionales de la escuela. Snyder desarrolla esto con observaciones de instituciones particulares. Luego Snyder aborda la prgunta de por qué  los estudiantes — incluso o especialmente el más dotados — abandonan la educación. Incluso los esfuerzos honestos  para enriquecer el curriíulo fracasan con frecuencia, dice Snyder, gracias a la importancia de la comprensión tácita y no escrita. Él dice que si bien algunos estudiantes no se dan cuenta de que hay una disyunción entre los dos planes de estudios, en un entorno exigente, los estudiantes desarrollan estrategias para soportar los requisitos que afrontan.
Muchos estudiantes descubren que no pueden completar todo el trabajo que se les asignó; aprenden a descuidar algo de eso. Algunos grupos de estudiantes mantienen archivos de exámenes anteriores que solo empeoran esta situación.
La diferencia entre los requisitos formales y reales produjo considerable disonancia entre los estudiantes y dio lugar a cinismo, desprecio e hipocresía entre los estudiantes, y una dificultad particular para los estudiantes de minorías. [5] Ninguna parte de la comunidad universitaria, escribe Snyder, ni los profesores, la administración ni los estudiantes, desean el resultado final creado por este proceso.
The Saturday Review dijo que el libro "ganará reconocimiento como uno de los libros más convincentes sobre el malestar universitario" y que presenta una "tesis más provocadora".
El libro ha sido citado muchas veces en estudios.